# Mora de Rubielos
Mora de Rubielos – gmina w Hiszpanii, w prowincji Teruel, w Aragonii, stolica comarki Gúdar-Javalambre, położona 41,8 km od miasta Teruel.
Powierzchnia gminy to 166,2 km². Liczba ludności to 1378. Przez gminę przepływa rzeka Mora. Kod pocztowy do gminy to 44400.